# Jocelyn Gasse
Jocelyn Gasse, né en 1949 à Québec est un artiste québécois.

## Biographie
Jocelyn Gasse entreprend d'abord des études à l'École des beaux-arts de Québec. Il complète sa formation en arts visuels à l'Université Laval et il obtient un baccalauréat en 1973. Il effectue également quelques voyages en Europe où il accroît ses connaissances. Tout au long de son travail en atelier, il enseigne les arts plastiques au Cégep de Sainte-Foy de 1978 à 2008. De 1972 à 1975, il réalise des performances artistiques à Québec et à Montréal. Depuis 1975, il opte pour un travail en peinture et sculpture. 

## Expositions
1989 : Territoires d'artistes : paysages verticaux,  événement artistique international présenté par le Musée du Québec dans la ville de Québec, du 15 juin au 30 septembre 1989
2013 : Jocelyn Gasse : rétrospective, du 30 octobre au 23 décembre, Maison Hamel-Bruneau
2022 : Parcours et trajectoires, exposition collective en collaboration avec la Manif d'art,  Bibliothèque Paul-Aimé Paiement, Québec (Québec)

## Musées et collections publiques
- Banque nationale du Canada
- Cégep de Sainte-Foy
- Conseil des arts du Canada
- Fédération des caisses Desjardins
- Loto-Québec
- Musée des beaux-arts de Sherbrooke
- Musée du Bas-Saint-Laurent
- Musée national des beaux-arts du Québec[6]
- Ville de Québec (Arrondissement Charlesbourg)